# Steffen Gräbner
Steffen Gräbner (* 21. Dezember 1957 in Dresden) ist ein deutscher Schauspieler und Regisseur.

## Leben und Werdegang
Steffen Gräbner wuchs in der DDR auf. Er absolvierte von 1980 bis 1983 eine Schauspielausbildung in Berlin an der Hochschule für Schauspielkunst Ernst Busch und arbeitete danach als Theaterschauspieler zunächst in Zwickau, anschließend in Halle (Saale). 1988 wechselte er zum Düsseldorfer Schauspielhaus, wo er festes Ensemblemitglied wurde.
Anfang der 1990er Jahre kamen erste Fernsehauftritte hinzu. Mit Dieter Rantzow kam z. B. eine Langzeitrolle in der Serie Lindenstraße. Seit 1996 arbeitet Gräbner als freiberuflicher Schauspieler und Regisseur. Er hatte verschiedene Rollen in über 50 Film- und Fernsehproduktionen wie etwa in der Fernsehreihen Tatort, Ein Fall für zwei oder SK Kölsch. Steffen Gräbner inszenierte und spielte jedoch auch Theaterstücke auf zahlreichen deutschen Bühnen.
Seit dem Jahr 2000 ist Gräbner außerdem als Dozent an der Kölner Arturo Schauspielschule tätig.
Er hat einen Sohn und lebt mit seiner Frau in Uedesheim, einem Stadtteil von Neuss.

## Filmografie (Auswahl)

### Kino
- 1994: Keiner liebt mich
- 1999: Carmare
- 1999: Jimmy the Kid
- 2001: Wie Feuer und Flamme
- 2008: Die Eylandt Recherche
- 2017: Max Topas – Das Buch der Kristallkinder
- 2019: Frieda – Coming Home

### Fernsehen
- 1991–1995: Lindenstraße (Fernsehserie, Folgen 313–520)
- 1992: Oppen und Ehrlich (Fernsehserie)
- 1993: Kahlschlag (TV-Film)
- 1994: Tag der Abrechnung – Der Amokläufer von Euskirchen (Fernsehfilm)
- 1996: Adrenalin
- 1997: Tatort – Bombenstimmung (Fernsehreihe)
- 1998: Die Bubi-Scholz-Story
- 1998: Lisa Falk – Tödlicher Freispruch
- 1999: SK Kölsch – Krieg dem Kölsch
- 1999: Tatort – Kriegsspuren
- 1999: Die Handschrift des Mörders
- 1999: Die hohe Kunst des Seitensprungs
- 1999: Tatort – Offene Rechnung
- 2001: Tatort – Gute Freunde
- 2002: Tatort – Rückspiel
- 2003: Ein Fall für zwei – Die Staatsanwältin
- 2003: Die Schönste aus Bitterfeld
- 2004: Stauffenberg
- 2011: Tatort – Nasse Sachen
- 2014: Tatort – Der Maulwurf
- 2014: Ein offener Käfig
- 2015: Tatort – Erkläre Chimäre
- 2016:  Unter anderen Umständen – Tod eines Stalkers
- 2017: Wilsberg – Der Betreuer

## Bühnenarbeiten (Auswahl)

### Regie
- Wunschpunsch von Michael Ende, Düsseldorfer Schauspielhaus
- Die Memphis Brothers von Paul Steinmann, Düsseldorfer Schauspielhaus
- Draußen vor der Tür von Wolfgang Borchert, Göttingen
- Clavigo von Johann Wolfgang von Goethe, Studiobühne Köln

### Rollen
- Arturo Ui in Der aufhaltsame Aufstieg des Arturo Ui von Bertolt Brecht
- Po in Johan vom Po entdeckt Amerika von Dario Fo
- Tartuffe in Tartuffe von Molière
- Herzog in Was ihr wollt von William Shakespeare
- Friedrich Hofreiter in Das weite Land von Arthur Schnitzler, Staatstheater Braunschweig (2005/06)